# Chaîne (vélo)
Pour les articles homonymes, voir chaîne.
 (mai 2020).
Si vous disposez d'ouvrages ou d'articles de référence ou si vous connaissez des sites web de qualité traitant du thème abordé ici, merci de compléter l'article en donnant les références utiles à sa vérifiabilité et en les liant à la section « Notes et références ».

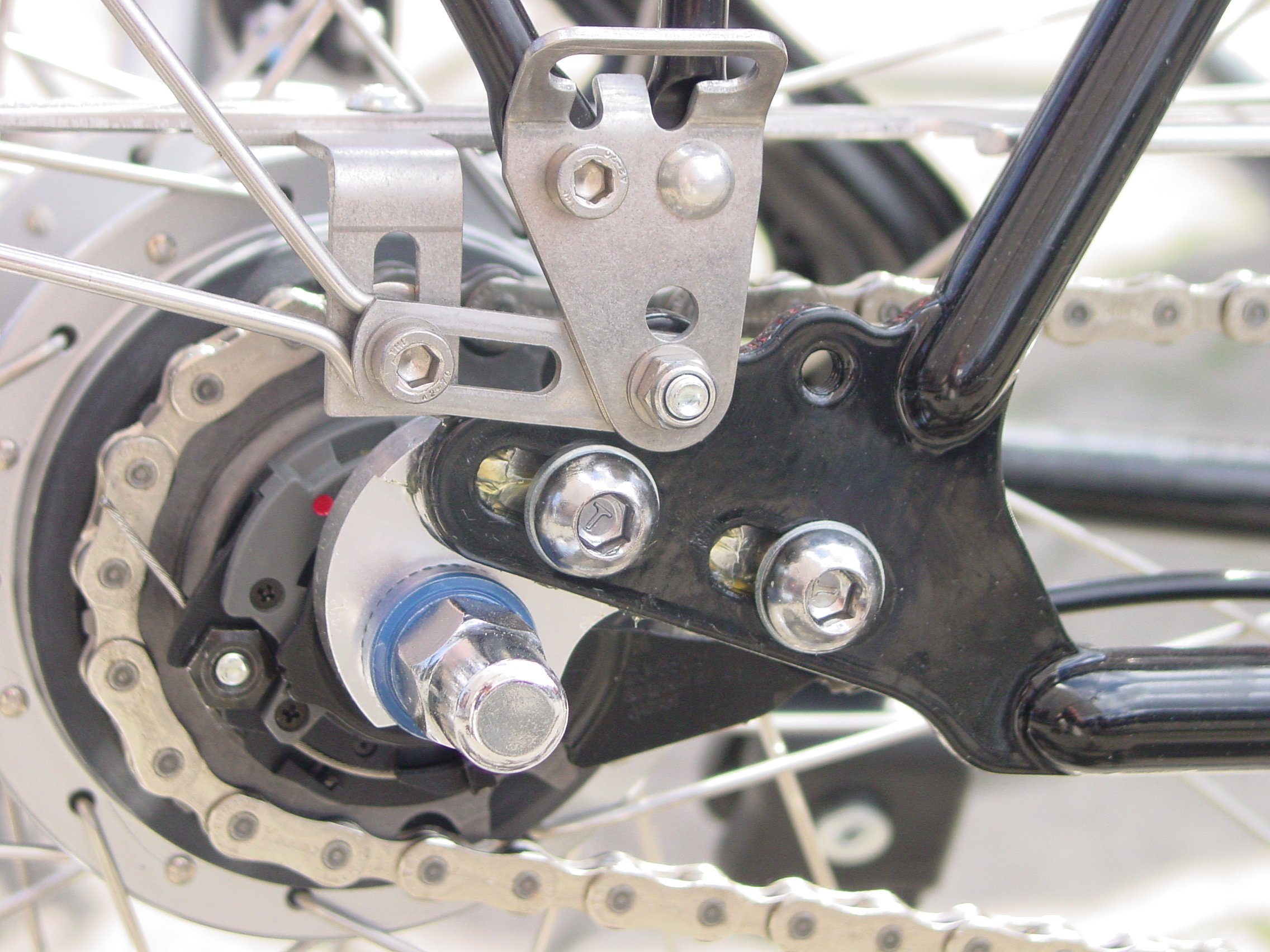
Chaîne sur pignon arrière

Une chaîne de vélo est une chaîne à rouleaux qui transmet la puissance entre le pédalier et la roue arrière, dite motrice, d'un vélo.

## Construction et dimensions

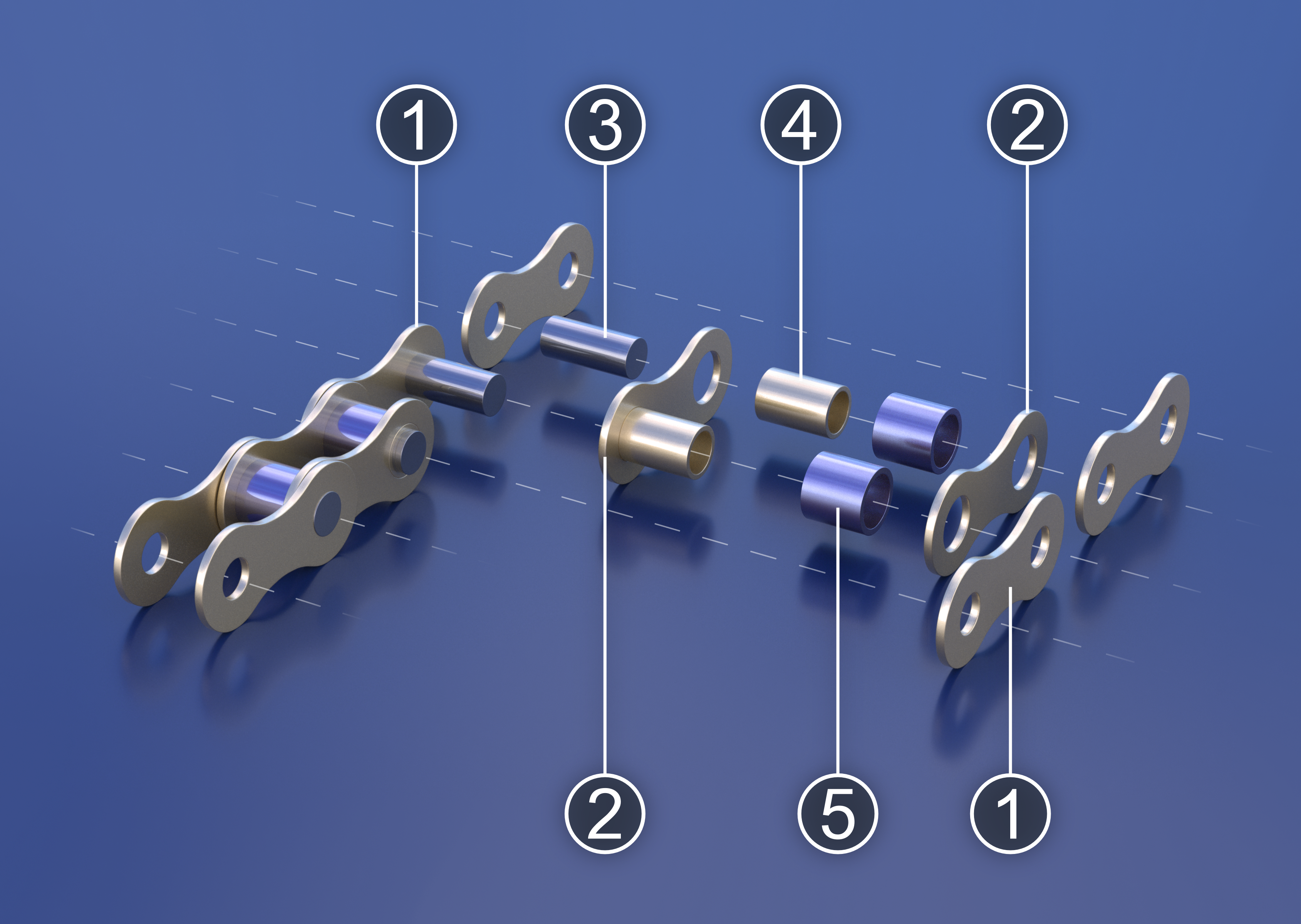
Vue éclatée d'une chaîne à rouleaux :
1. Plaque extérieure
2. Plaque intérieure
3. Axe
4. Douille
5. Rouleau

Les chaînes de vélo modernes suivent presque toutes le standard international ISO 606 avec un pas de 1/2 pouce (12,7 mm) et un diamètre de rouleau maximum de 7,75 mm. La largeur de la chaîne varie en fonction du nombre de pignons du vélo. La majorité des chaînes actuelles sont sans douille (suivant un design popularisé par les chaînes Sedisport en 1981), avec la plaque intérieure ayant une forme lui permettant d'intégrer la fonction de plaque et de douille.

## Usure et entretien

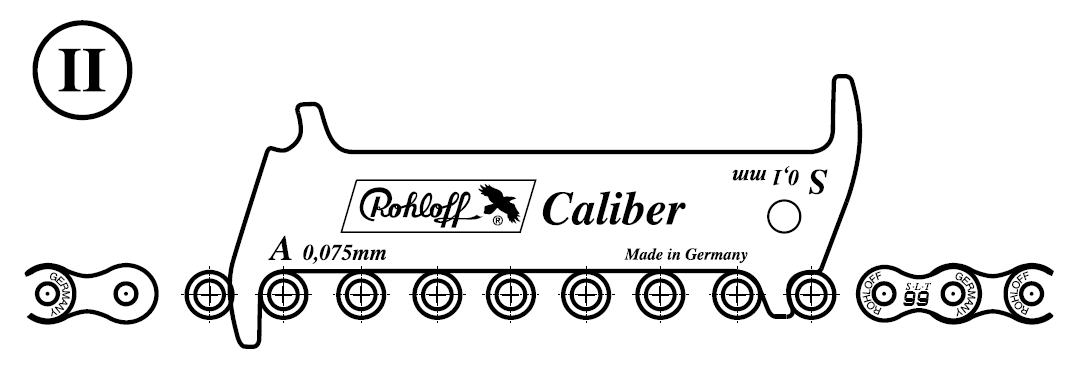
Outil de mesure de la longueur d'une chaîne pour en vérifier l'usure. Chaque côté mesure un degré d'allongement différent.

Avec son vieillissement, la chaîne va s'allonger (augmentation du pas, qui est principalement dû à l'introduction de jeu à cause de l'usure par frottement entre la plaque intérieure et l'axe, plutôt qu'à un allongement des plaques par déformation, les chaînes de vélo respectables ayant une résistance à la traction nominale minimale de 8 000 kN suivant le standard international ISO 9633) et le frottement avec les pignons va causer une réduction du diamètre externe des rouleaux. Une chaîne usée va provoquer une usure des pignons de la cassette (les plateaux également, mais dans une moindre mesure). Et si la cassette est trop usée, ce sont les pignons qui usent la chaîne et elle risque de « sauter ». Il est donc recommandé de porter une attention commune à ces deux pièces.
Le bris d'une chaîne est toujours soudain et souvent une mauvaise expérience pour le cycliste. Il est rare que ce soit une plaque qui brise ; pour une utilisation normale c'est souvent l'usure interne dans le mécanisme dans le rouleau (qui cause l'enfoncement du rouleau en coin entre les plaques intérieures et dérive l'axe d'une plaque extérieure) qui prime. Le maillon faible étant ouvert, la chaîne éclate, surprenant le cycliste, qui était probablement en train de faire un effort supérieur à la moyenne de sa course et se met subitement à pédaler dans le vide.
Il est conseillé d'entretenir régulièrement une chaîne en la nettoyant (pour enlever les impuretés susceptibles de causer de l'abrasion ou de la corrosion, avec par exemple un chiffon et un produit dégraissant) et en la lubrifiant. Un lubrifiant spécial au Téflon est recommandé pour éviter un encrassement par des particules sur une huile liquide. Il existe des lubrifiants spécialisés pour des conditions sèches ou mouillées. En mécanique moto, on a utilisé longtemps du suif.
La durée de vie d'une chaîne est entre 1 000 km et 10 000 km en fonction de son environnement. Les chaînes à une vitesse ne subissent pas de contraintes de changement de vitesse et vivent plus longtemps ; à qualité égale, une chaîne à 12 vitesses va s'user plus vite qu'une chaîne à 8 vitesses.

## Montage et démontage
Pour ouvrir une chaîne, il faut chasser un axe d'un maillon à l'aide d'un dérive-chaîne. Si la chaîne a été fermée avec un maillon de jonction c'est le démontage de ce dernier qui sera privilégié. Un maillon "attache-rapide", peut être ôté plus facilement, à l'aide d'une pince spécifique : la pince attache-rapide, aussi appelée pince à maillon (ou à défaut, si l'attache-rapide est un modèle "à agrafe", il est possible d'utiliser une pince plate directement sur l'agrafe).
Pour fermer une chaîne, si le rivetage est réversible on utilise le dérive-chaîne pour remettre en place l'axe du maillon dérivé, ou alors (ce qui est plus fréquemment effectué sur des chaînes de haut de gamme) on utilise un maillon de jonction.
Le nombre de cycles d'ouverture-fermeture d'un maillon est limité en fonction de la construction. Un maillon normal refermé est affaibli car la fermeture avec le dérive-chaîne n'est pas aussi bonne que le rivetage effectué à la fabrication de la chaîne.

## Réglage de la longueur
Pour déterminer sa longueur, on place la chaîne sur le grand plateau et le petit pignon. Dans cette position, les galets du dérailleur doivent être alignés verticalement. Si la chaîne est trop longue, il faut retrancher un ou plusieurs maillons à l'aide du dérive-chaîne. 

## Autres systèmes
Il existe d'autres systèmes que l'utilisation d'une chaîne :
- arbre, avec ou sans cardan (Transmission acatène) (cf Shaft-driven bicycle (en))
- courroie de transmission
- transmission hydraulique (Hydraulic bicycle (en))
- transmission en ramant (Rowing cycle (en))
- transmission par câble (Stringbike (en))

Les transmissions par courroie ou par cardan ont les mêmes avantages : fiabilité, durabilité, entretien simplifié (vs usure de la chaîne, lubrification régulière, etc. (cf. Belt-driven bicycle (en))
Par contre, ils sont en général plus chers et leur entretien moins accessible à tout un chacun.